# Andreaea firma
Andreaea firma är en bladmossart som beskrevs av C. Müller 1888. Andreaea firma ingår i släktet sotmossor, och familjen Andreaeaceae. Inga underarter finns listade i Catalogue of Life.